# Cololaca
Cololaca é uma cidade hondurenha do departamento de Lempira.